# 平顶山市第一中学
平顶山市第一中学 (No.1 Middle School of Pingdingshan)，或者称平顶山市一中，是一所创建于1956年春的公立高中，同时也是平顶山市最早开设的普通高中，1957年始用现名，1964年又改名为平顶山特区第一中学，1968年又恢复现名。是河南省重点高中，河南省首批省级示范性高中，河南省基础教育教学实验基地。坐落在平顶山市湛河区沿山路9号。开设有科技创新班、珍珠班、国际班等。